# Генпентаконтасеребротетрадекагольмий
Генпентаконтасеребротетрадекагольмий — бинарное неорганическое соединение
гольмия и серебра
с формулой Ag51Ho14,
кристаллы.

## Получение
- Сплавление стехиометрических количеств чистых веществ:

{\displaystyle {\mathsf {14Ho+51Ag\ {\xrightarrow {920^{o}C}}\ Ag_{51}Ho_{14}}}}

## Физические свойства
Генпентаконтасеребротетрадекагольмий образует кристаллы
гексагональной сингонии, пространственная группа P 6/m, параметры ячейки a = 1,2579 нм, c = 0,9229 нм, Z = 1,
структура типа тетрадекагадолинийгенпентаконтасеребра Gd14Ag51
.
Соединение конгруэнтно плавится при температуре 920°C 
и имеет область гомогенности 21÷24,5 ат.% гольмия.